# Ак-Сай (Тонский аильный округ)
Ак-Сай (кирг. Ак-Сай) — село в Тонском районе Иссык-Кульской области Кыргызстана. Входит в состав Тонского аильного округа. Код СОАТЕ — 41702 220 815 02 0.

## Население
По данным переписи 2009 года, в селе проживало 499 человек.